# Museo Giuliano Ghelli
Il Museo Giuliano Ghelli, già Museo di San Casciano, è un museo situato all'interno della chiesa e del convento di Santa Maria del Gesù a San Casciano in Val di Pesa, in provincia di Firenze.

## Storia
La chiesa del Suffragio fu sede fin dal 1989 del Museo d'arte sacra, creato per garantire la conservazione e la fruizione delle opere prima sparse nelle chiese nel Vicariato di San Casciano: nell'allestire il museo fu rispettato il carattere di luogo di culto dell'edificio, tuttora saltuariamente officiato. Sugli altari furono lasciate le opere originarie, ancora oggi al loro posto: sul lato sinistro una Crocifissione del XVII secolo e sul lato destro una copia della Pala Pucci del Pontormo. L'altare maggiore è arricchito da una Vergine col Bambino di Lippo di Benivieni (1310) e da due Angeli in legno intagliato (XVIII secolo) provenienti dalla chiesa di San Pietro a Pergolato.
Nella chiesa furono poste altre opere d'arte quali un Crocifisso ligneo di scuola senese del XIV secolo proveniente dalla chiesa di San Pier di Sotto posto nell'abside, mentre nell'adiacente ambiente che collega la chiesa con la sacrestia è stata posta una Madonna in marmo policroma attribuita a Gino Micheli.
Inoltre alle pareti laterali della chiesa sono poste l'Incoronazione della Vergine (datata 1476 e 1481), opera commissionata a Neri di Bicci dai Giandonati per la Pieve di San Giovanni in Sugana; un dipinto Sant'Antonio abate, san Sebastiano e san Rocco con due angeli del Maestro di Tavarnelle (1510 - 1515 ca.) proveniente dall'oratorio della Pieve Vecchia; la tavola del XVI secolo raffigurante la Vergine tra i Santi Pietro e Paolo proveniente dalla chiesa di San Pier di Sopra; inoltre sono presenti una copia della Madonna Pinti di Andrea del Sarto e Il miracolo di San Nicola di Pier Dandini.
Successivamente alla precedente raccolta di arte sacra sono state affiancate una sezione archeologica e una sezione dedicata alle abitazioni primitive; il nuovo museo, ora chiamato Museo di San Casciano, è stato inaugurato il 20 settembre 2008. Dal 10 maggio 2015 il museo è intitolato al pittore Giuliano Ghelli.

## Descrizione

### Sezione d'arte sacra
La sezione di arte sacra è costituita dalla collezione comprendente dipinti, arredi, sculture e un gran numero di paramenti sacri provenienti dalle chiese del territorio sancascianese.

#### Opere di pittura

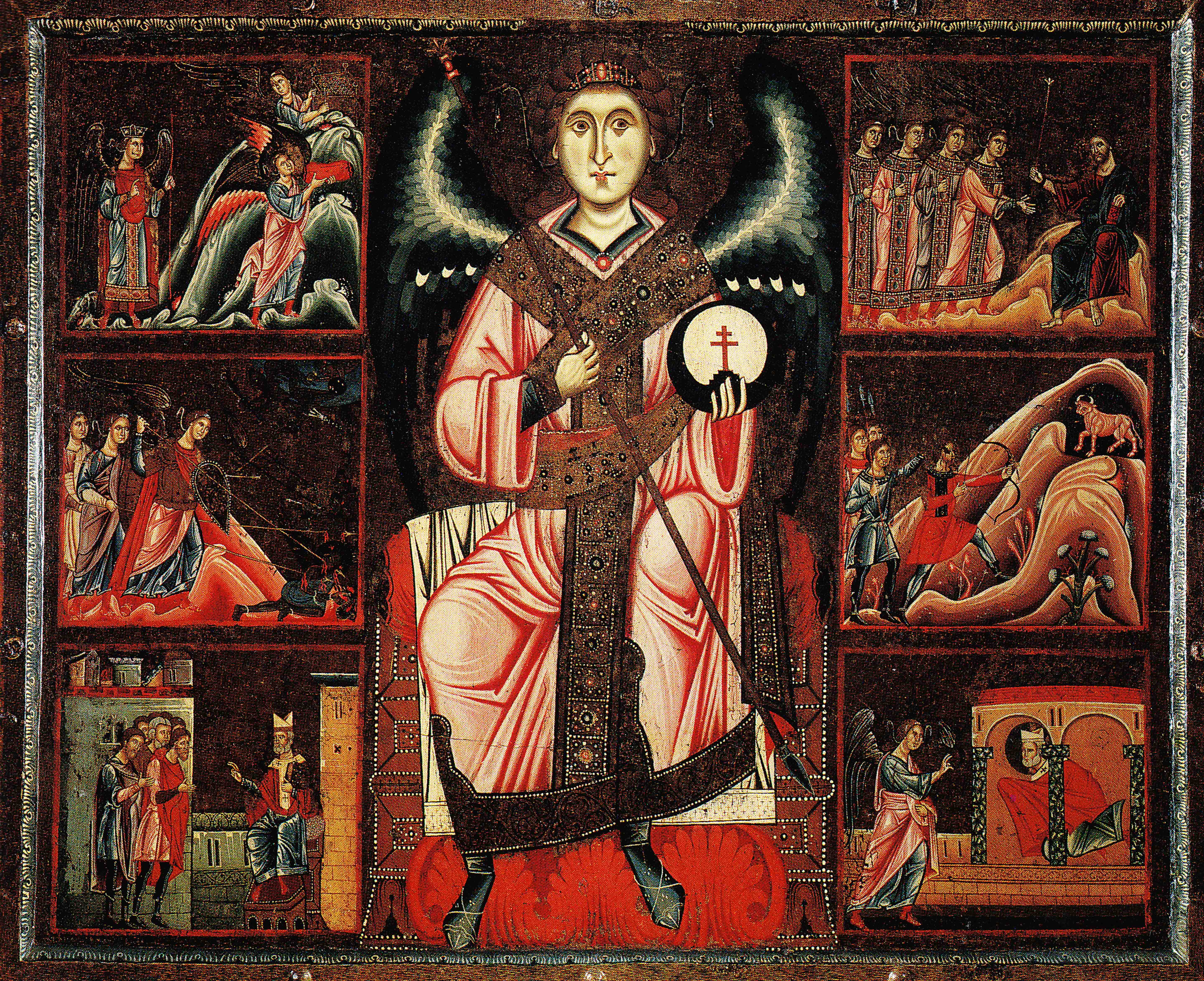
Coppo di Marcovaldo, San Michele Arcangelo e storie della sua leggenda

Provengono dalla chiesa di Sant'Angelo a Vico l'Abate i due dipinti più importanti della raccolta:
- San Michele Arcangelo e storie della sua leggenda, tempera su tavola databile al 1250-1260 circa, opera di Coppo di Marcovaldo; è una delle più importanti testimonianze della pittura fiorentina del Duecento anteriore a Cimabue. Questo dossale rappresenta San Michele Arcangelo, il santo titolare della chiesa di provenienza, al centro della scena, ieratico e frontale, sullo fondo in origine in argento meccato, ma ormai scurito dal tempo. L'arcangelo veste una tunica rosa bordata da una lunga stola e tiene in mano una lancia e il globo crucifero. Intorno alla sua figura sono dipinti sei episodi significativi della sua leggenda; dall'alto e da sinistra: San Michele assiste alla preparazione di un trono in paradiso; Dio consegna a Michele la verga fiorita; Vittoria su Lucifero; Miracolo del toro; San Gregorio papa ordina la costruzione di una chiesa dedicata agli angeli nel Mausoleo di Adriano; Apparizione al vescovo di Siponto.

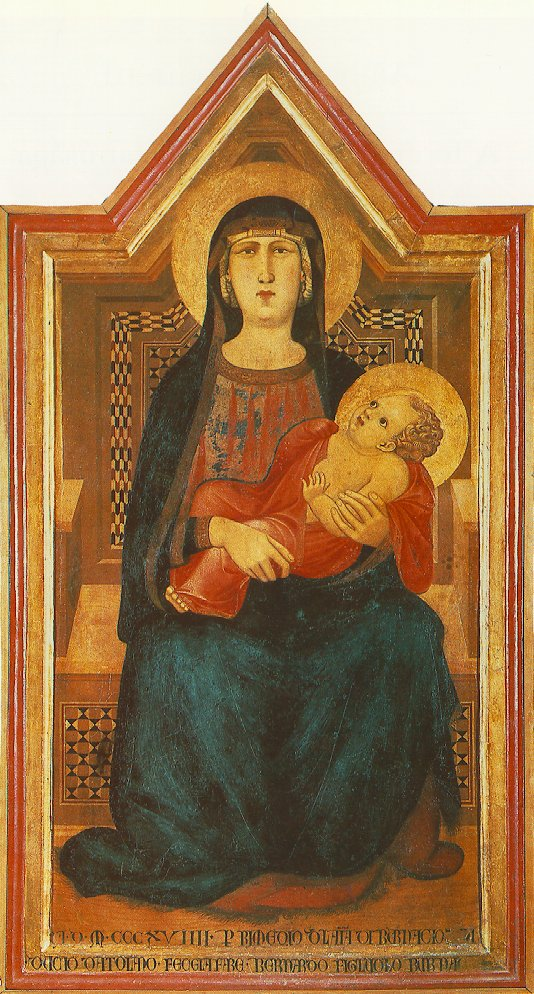
Ambrogio Lorenzetti, Madonna di Vico l'Abate

- Madonna con Bambino, tempera su tavola datata 1319, di Ambrogio Lorenzetti. Questo dipinto è datato 1319 come riportato nell'iscrizione in basso: A.D. MCCCXVIIII. P(E)R RIMEDIO D(E)L A(N)I(M)A DI BURNACIO. DUCIO DA TOLANO FECELA FARE BERNARDO FIGLIUOLO BURNA.... Si tratta della prima opera certa di Ambrogio Lorenzetti e gli venne assegnata nel 1922 dal De Nicola e in seguito tale attribuzione è stata accettata dalla critica. Al centro del dipinto si trova la Vergine seduta su un trono cosmatesco e raffigurata frontale e fissa come un idolo orientale; il Bambino presenta una figura quasi erculea e dai capelli ricciuti e con la sua espressione conferisce un elemento dinamico in un dipinto dominato dalla figura posata e robusta della Vergine.

Le altre opere significative sono:
- Madonna col Bambino, tempera su tavola secondo decennio del XIV secolo, opera di Lippo di Benivieni, proveniente dalla chiesa di Santa Maria del Gesù. Si tratta di una piccola tavola cuspidata raffigurante la Vergine a mezza figura che tiene in braccio il Bambino Gesù in piedi il quale srotola il tradizionale cartiglio; un tipico esempio di iconografia bizantina cara alla pittura senese. La sua importanza è riconosciuta fin dalla schede e dalle guide locali dell'Ottocento, ma per quanto riguarda l'attribuzione ci sono state molte oscillazioni; Guido Carocci nel 1892 l'attribuisce a Taddeo Gaddi, Richard Offner nel 1933 l'attribuisce al Maestro della Croce da Filicaia e data l'opera al 1330; nel 1965 Carlo Volpe la inserisce tra le opere di Lippo di Benivieni e ne anticipa la datazione al 1320, ma nel 1984 Miklós Boskovits la retrodata ad un periodo compreso tra il 1310 e il 1315 per le affinità stilistiche con il Polittico degli Alessandri.
- Madonna col Bambino, tempera su tavola della fine del secondo decennio del XIV secolo, opera del Maestro del Trittico Horne, proveniente dalla chiesa di San Colombano a Bibbione. Questa opera probabilmente è stata segata in basso e lateralmente e mediante l'aggiunta di nuovi pezzi ha assunto l'aspetto attuale. Originariamente doveva avere un'impostazione simile alla Maestà di Giotto, con angeli e santi disposti intorno al trono. Nel 1962, dopo un accurato restauro, l'opera è stata attribuita da Klara Steinweg al Maestro del Trittico Horne, un pittore che ha ripetuto più volte questa composizione come ad esempio nella Madonna Cini e nel tabernacolo conservato a Detroit. Precedentemente era stata attribuita più genericamente alla Scuola fiorentina.
- Madonna col Bambino, tempera su tavola della quarto decennio del XIV secolo, opera di Jacopo del Casentino, proveniente dalla chiesa di San Pietro a Montepaldi. Si tratta di una piccola tavola raffigurante la Vergine e il Bambino presi in un atteggiamento di affettuosa intimità. Al tempo della guida del Carocci (1892) era conservata nella chiesa di Montepaldi all'interno di un tabernacolo posto sull'altare di destra e venne dal medesimo attribuita a Taddeo Gaddi. L'attribuzione a Jacopo del Casentino si ebbe nel 1933 in occasione della Mostra d'Arte Sacra tenutasi quell'anno a Firenze, anche se questa opera non venne esposta a causa delle precarie condizioni in cui si trovava; tale attribuzione è stata condivisa da tutti gli studiosi, ad eccezione di vecchie guide dove si fa il nome di Giovanni del Biondo.
- Croce, tempera su tavola del quinto decennio del XIV secolo, opera del Maestro di San Lucchese proveniente dalla pieve di San Giovanni in Sugana. L'iconografia di questa croce è quella del Christus patiens con il capo reclinato sulla spalla e il volto segnati dalla sofferenza. Ha una tonalità cromatica che va dalle gamme del verde al carnicino. In origine aveva la forma di tutte le croci trecentesche con i tabelloni laterali, ma assunse l'attuale aspetto nel XV secolo quando divenne di moda lo stile di Lorenzo Monaco; nello stesso secolo venne realizzato il perizoma mentre parte delle gambe e i piedi furono rifatti nel XVI secolo. In passato era genericamente inserita tra le opere di scuola giottesca, ma nel 1975 Miklós Boskovits l'ha inclusa tra le opere del cosiddetto Maestro di San Lucchese.
- Cristo benedicente, tempera su tavola della seconda metà del XIV secolo attribuita alla scuola bolognese e proveniente dalla chiesa di Sant'Andrea in Percussina. Nella piccola tavola sagomata è raffigurato Gesù Cristo visto frontalmente, con una veste bianco-grigia e con un manto rosso bordato in oro, nell'atto di benedire; nella parte superiore e nelle laterali vi sono delle tacce di una lobatura che fanno ipotizzare una possibile funzione di capocroce di questa tavola. Nella parte posteriore vi sono tre ceralacche di confraternite o famiglie nobili. L'opera è stata attribuita da Antonio Paolucci ad una generica scuola bolognese per lo stile che l'accomuna alle opere di Pseudo Jacopino di Francesco e di Simone dei Crocifissi. La provenienza dalla chiesa di Sant'Andrea in Percussina è casuale in quanto secondo testimonianze locali, non supportate da documenti, questo dipinto sarebbe il frutto di un furto effettuato dalla truppe tedesche durante la seconda guerra mondiale e qui abbandonato nell'estate del 1944. Trattandosi di opera di ritrovamento fortuito è stata inventariata tra i beni demaniali (inv.1890 n.9466) e pertanto è di proprietà dello Stato italiano.
- Madonna col Bambino tra Angeli e sei Santi, tempera su tavola dell'ultimo decennio del XIV secolo, opera di Maestro Francesco proveniente dalla chiesa di San Pier di Sotto. È una piccola tavola centinata dipinta a fondo oro e dai colori brillanti nella quel sono raffigurati la Vergine col Bambino circondati in alto da sei angeli con le mani giunte e da due santi a mezzo busto: San Lorenzo e San Francesco; nella parte inferiore si trovano altri quattro santi in piedi: sulla sinistra Sant'Antonio abate e San Giovanni battista; sulla destra, separati da un vaso di gigli, Sant'Jacopo e San Nicola di Bari. La tavola venne trasferita nel 1933 nella pieve di Santa Cecilia a Decimo e nel 1959 nella chiesa di Santa Maria del Prato. Nel 1968 Federico Zeri la inserì nel novero delle opere del Maestro del Cristo docente, autore della tavola conservata nella chiesa di Santa Maria a Quarto, sulla quale, nello stesso anno Eve Borsook leggeva la scritta Francesco / me pinxit anno MCCCLXXXXI / di III mese / (?) priore. A tale autore la stessa studiosa assegnò le opere del cosiddetto Master of the Raised Haloes e le opere del Maestro del Cristo docente. La stessa attribuzione è stata confermata da Miklós Boskovits nel 1975; Rosanna Caterina Proto Pisani vi riconosce somiglianze stilistiche con il Maestro di San Martino a Mensola.
- Madonna col Bambino, 1390-1395, tempera su tavola di Cenni di Francesco proveniente dalla chiesa di San Martino ad Argiano. In origine doveva essere un polittico del quale oggi rimane solo la parte centrale dove si trova raffigurata la Vergine vestita con un abito a motivi floreali e manto blu, con il Bambino tra le braccia vestito con una cintura a righe annodata in vita. La scena, dai colori brillanti e vistosi, presenta un tono di straordinaria freschezza ed è impreziosita sul fondo da una stoffa che fa da baldacchino. La tavola è conservata in maniera eccellente tanto che è stata utilizzata per anni presso la Scuola di Restauro di Firenze come modello di copia e studio. Questa opera venne assegnata nel 1892 dal Carocci al "solito" Taddeo Gaddi, poi dopo che nel 1953 fu sottoposta ad un restauro che portò alla rimozione di ridipinture, fu attribuita alla generica scuola fiorentina della fine del XIV secolo. Nel 1957 venne attribuita a Cenni di Francesco da Umberto Baldini e tale attribuzione è stata accettata dalla critica.
- Madonna col Bambino tra i santi Cristina e Antonio Abate, Caterina e Jacopo, tempera su tavola datata 1398, opera del Maestro di San Jacopo a Mucciana e proveniente dalla chiesa di San Jacopo a Mucciana. Nella antiche guide locali questa opera viene attribuita a Taddeo Gaddi e descritta come divisa in tre parti: la parte centrale era collocata nel primo altare di sinistra mentre le due laterali erano appese ai lati dell'altare maggiore della chiesa di provenienza. In seguito venne trasferito nella chiesa di San Martino ad Argiano. Il dipinto è attribuito al Maestro di San Jacopo a Mucciana da Richard Offner e tale identificazione è stata confermata dal Boskovits e da Federico Zeri, secondo il quale il Maestro di Mucciana avrebbe ripreso certi particolari dal Maestro della Madonna Strauss. In occasione del restauro del 1988 è stata riportata alla luce un'iscrizione collocata alla base del primo pannello: A.D. MCCCLXXXXVIII DIE. P.MO JANVI HOC OPUS ED..

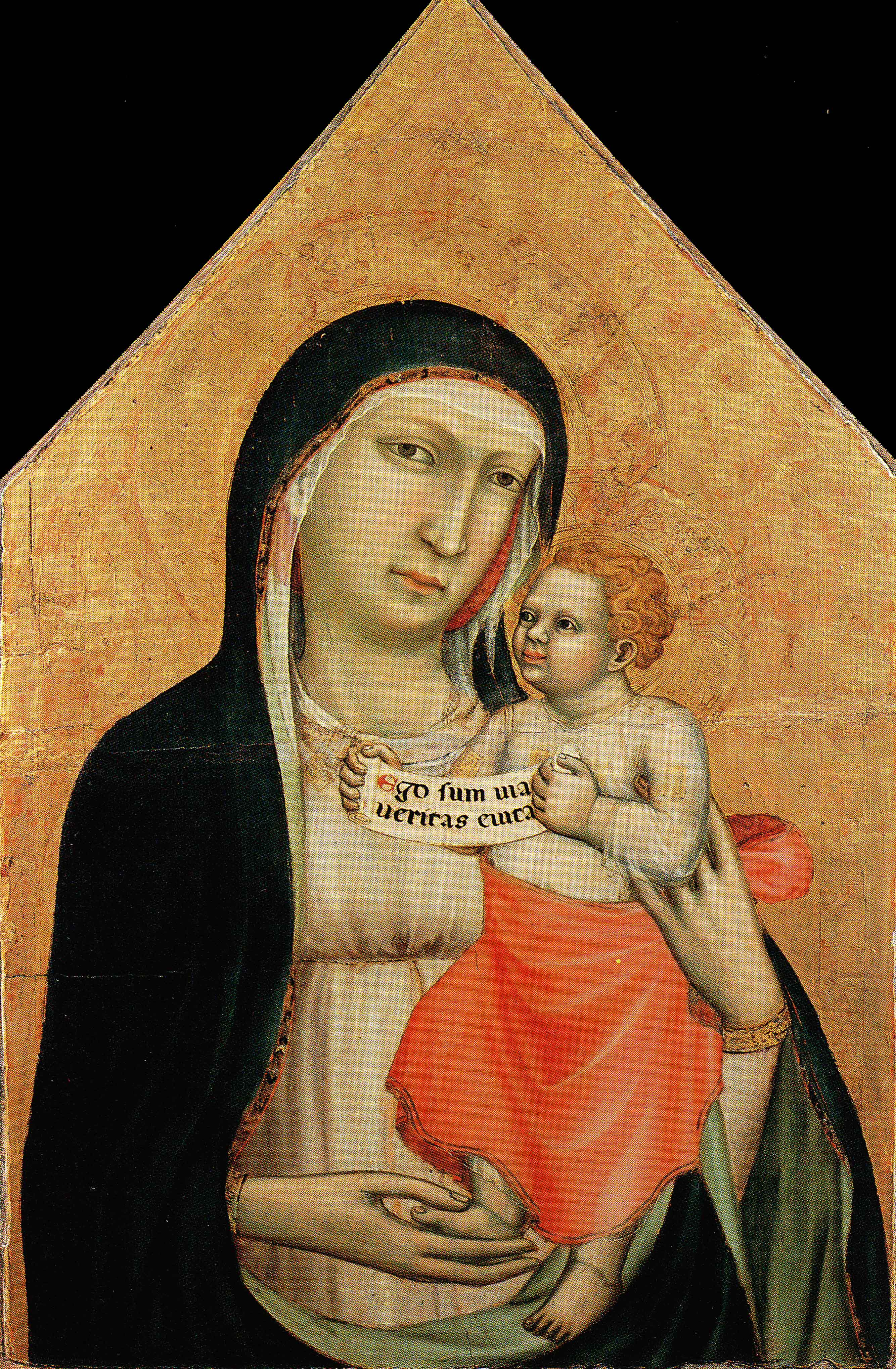
Lippo di Benivieni, Madonna col Bambino
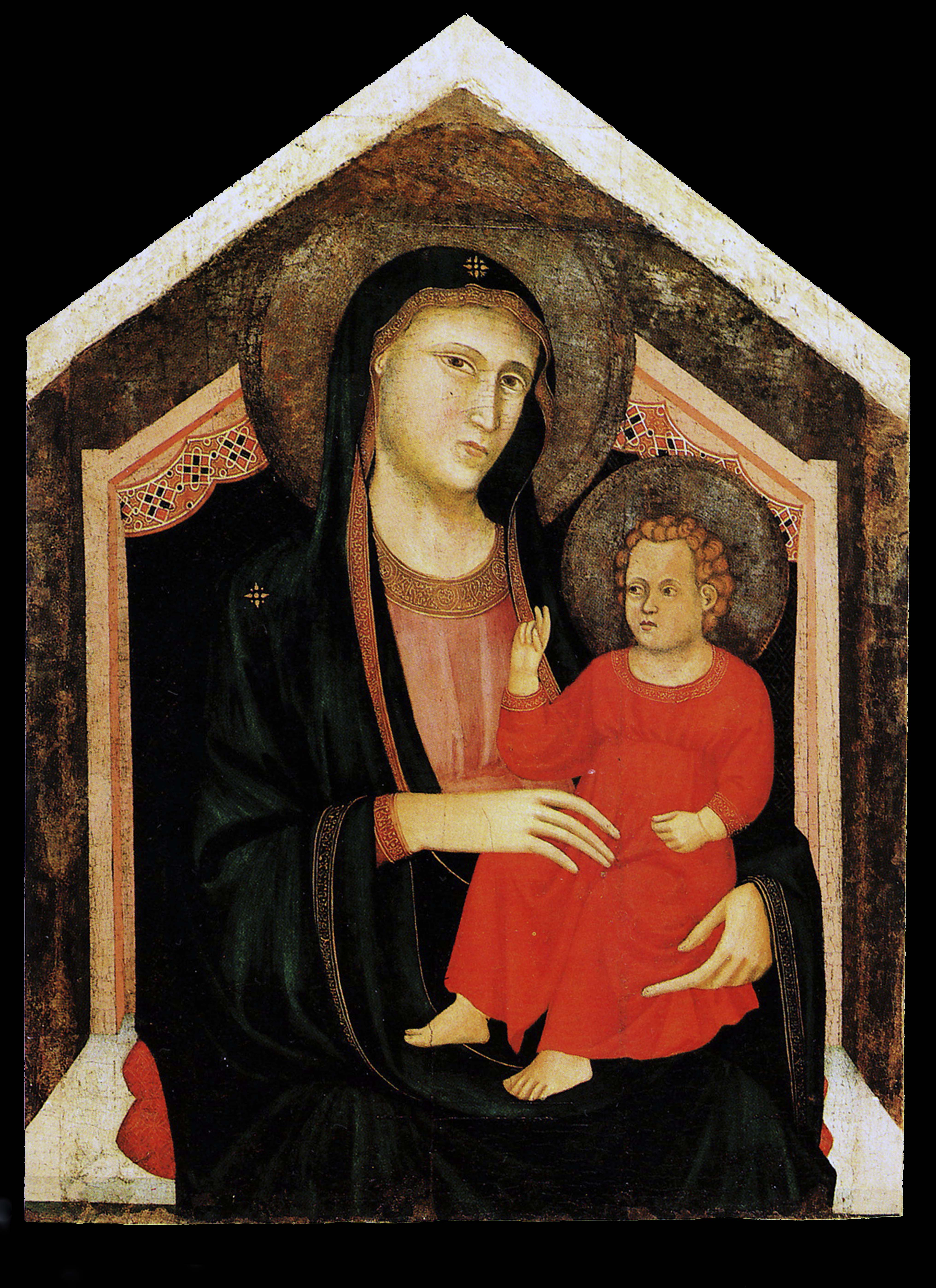
Maestro del Trittico Horne, Madonna col Bambino
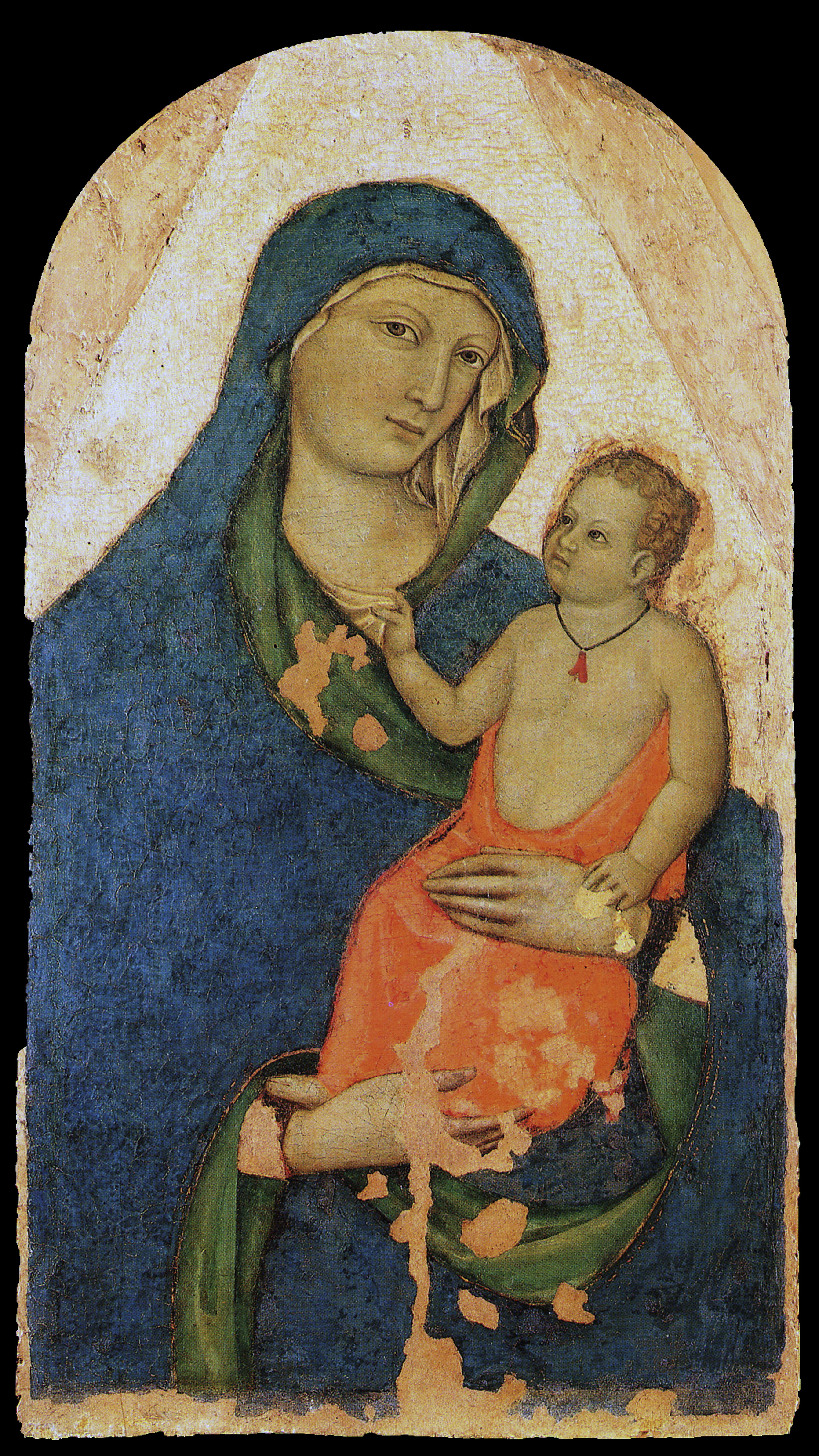
Jacopo del Casentino, Madonna col Bambino
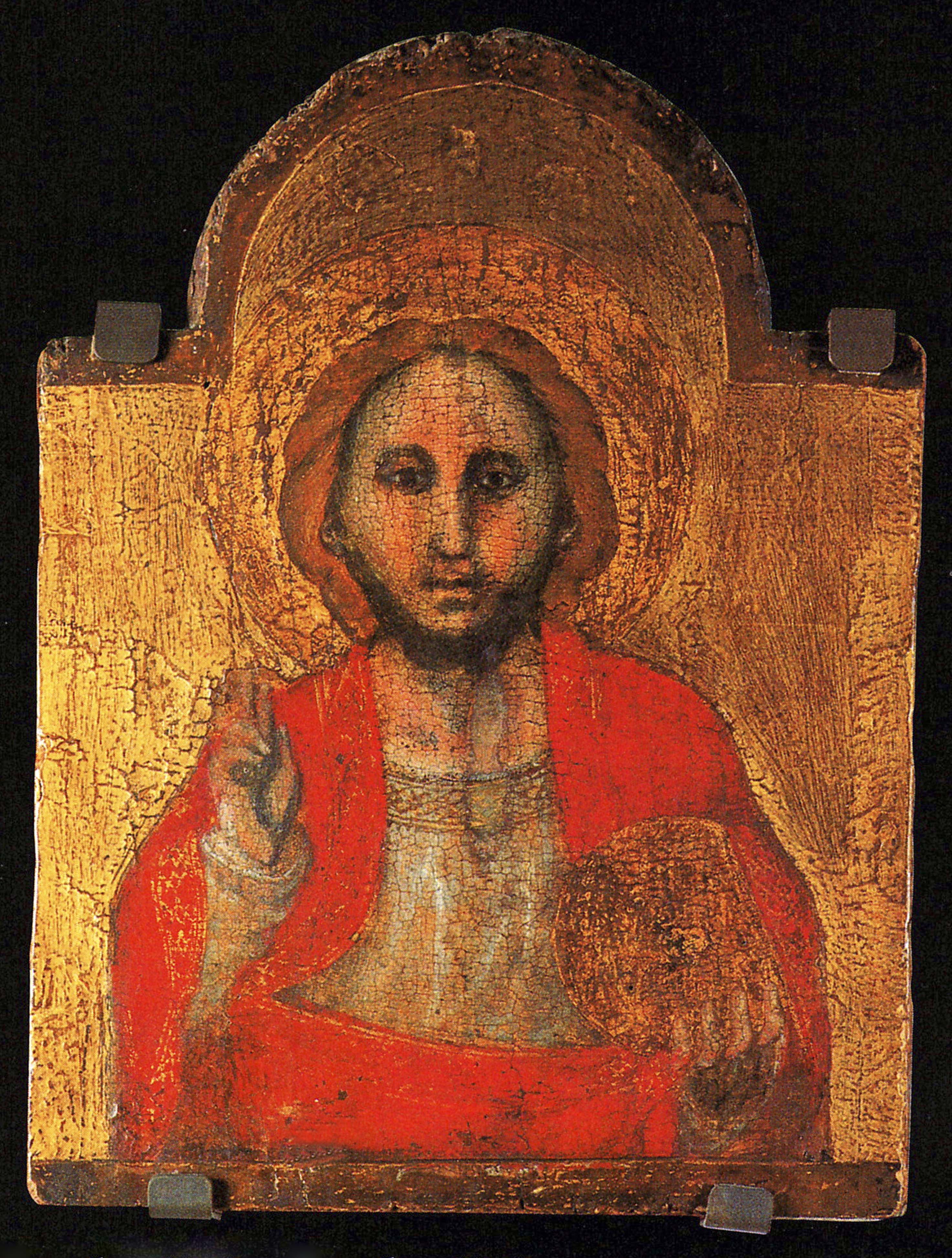
Scuola Bolognese, Cristo benedicente
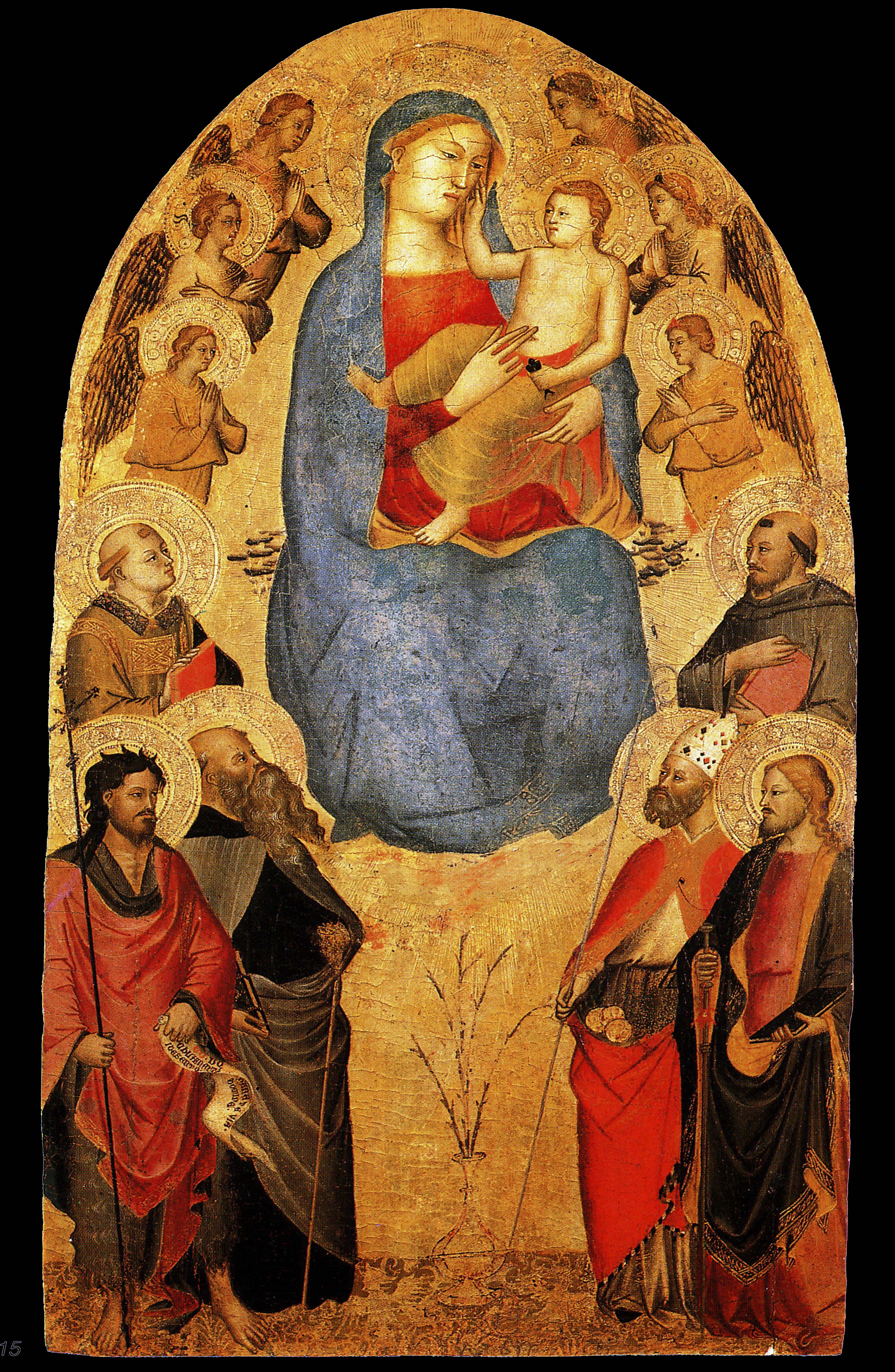
Maestro Francesco, Madonna col Bambino tra Angeli e sei Santi
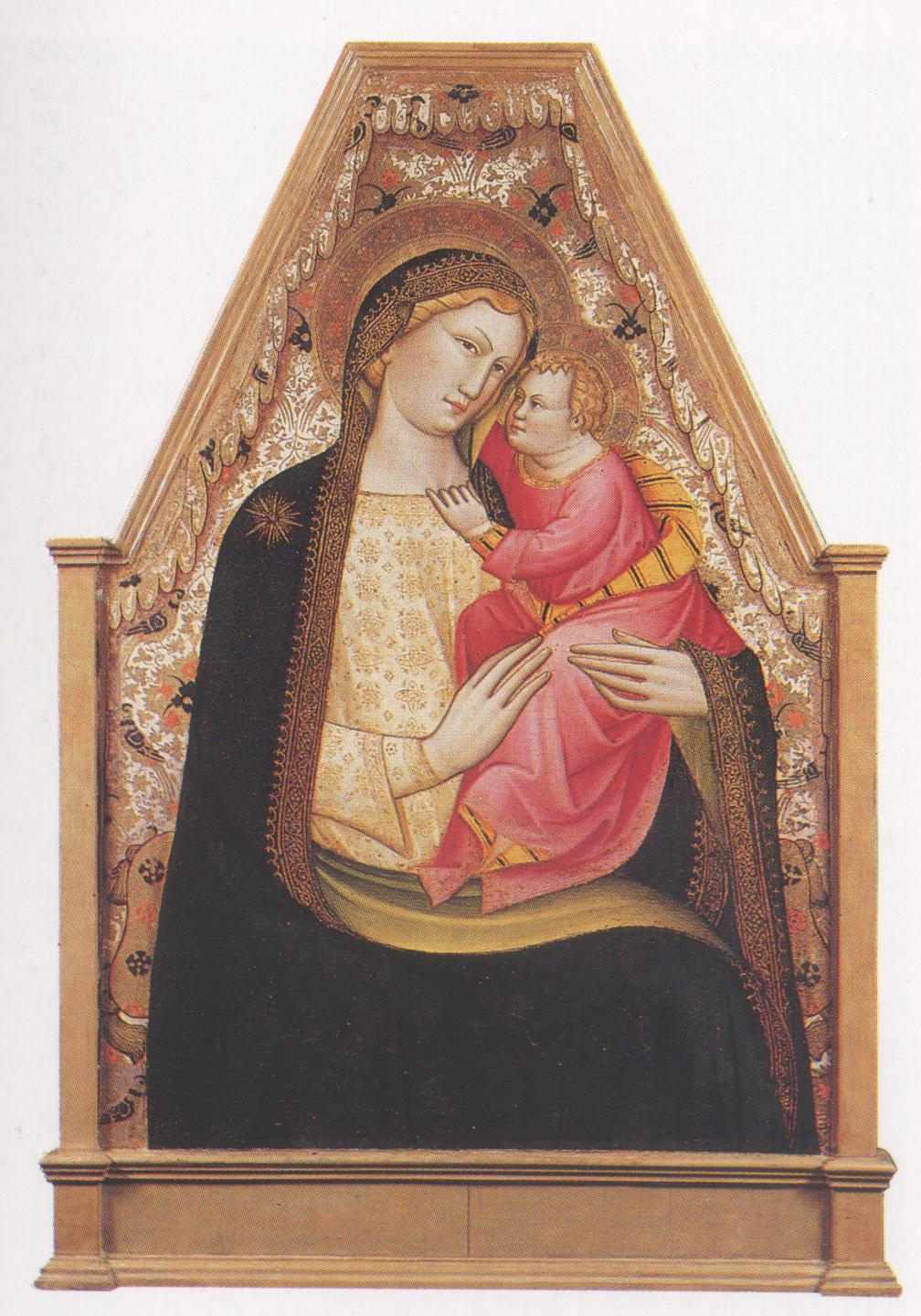
Cenni di Francesco, Madonna col Bambino
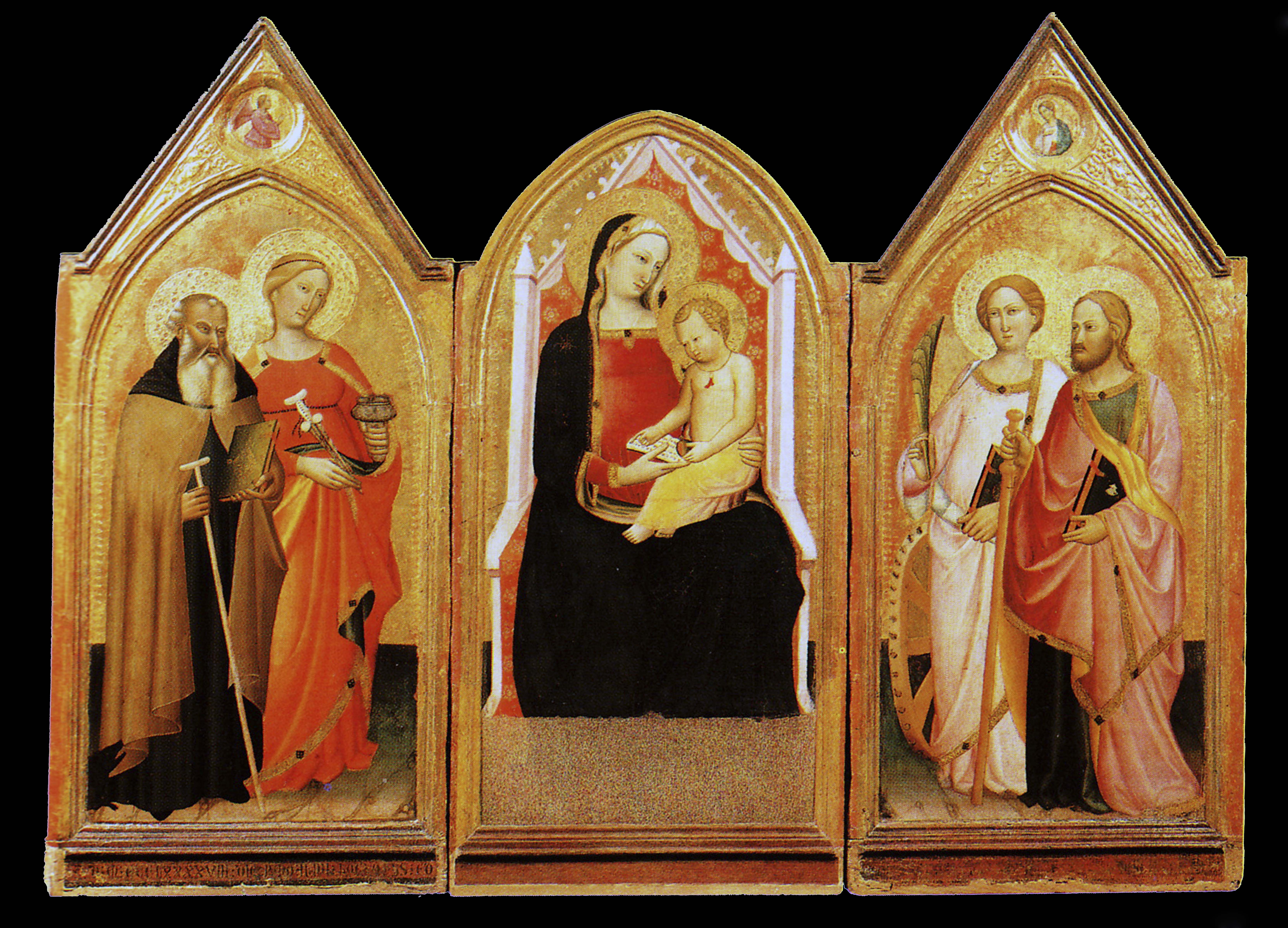
Maestro di San Jacopo a Mucciana, Madonna col Bambino tra i santi Cristina e Antonio Abate, Caterina e Jacopo

- Sant'Antonio abate e San Francesco dà la regola alle Clarisse, fine del XIV-inizi del XV secolo, affreschi di scuola fiorentina provenienti dalla chiesa di Sant'Andrea a Luiano. È un frammento di un affresco staccato rappresentante sulla destra Sant'Antonio abate a figura intera col vestito da eremita e il bastone a stampella, inserito in un'edicola gotica mentre nella parte sinistra è possibile leggere la scena della Presentazione della regola di Santa Chiara a San Francesco. L'affresco venne scoperto in occasione dei restauri della chiesa di provenienza nel 1958. Attualmente è genericamente attribuito alla scuola fiorentina, ma presenta alcuni rimandi all'opera di Pietro Nelli.
- Effusio sanguinis, tempera su tavola del secondo decennio del XV secolo, opera di Ambrogio di Baldese proveniente dalla chiesa di San Niccolò a Pisignano. Si tratta di uno sportellino di un tabernacolo in legno dipinto con il Cristo che porta la croce e dal cui costato sgorga il sangue che vien raccolto nel calice, secondo la consueta iconografia di questo tema in genere effigiato sui cibori. Al tempo del Carocci (1892) questo sportellino era conservato in sacrestia a chiudere un armadietto privo di decorazioni e da lui venne attribuito a Lorenzo Monaco, ma in seguito, per da Miklós Boskovits assegnato a Lippo d'Andrea, attivo nella chiesa del Carmine di Firenze.
- Madonna col Bambino tra i santi Giovanni battista, Biagio, Giuliano e Antonio abate, tempera su tavola del terzo decennio del XV secolo, opera di scuola fiorentina proveniente dalla Chiesa di Santa Maria a Argiano. Si tratta di un piccolo dipinto, tipico esempio di altarolo devozionale delle botteghe fiorentine del primo quattrocento. In esso è raffigurata la Madonna con veste verde con in braccio il Bambino Gesù vestito di giallo a fiorami il quale gioca con un uccellino; i quattro santi circostanti sono raffigurati ognuno col proprio attributo iconografico distintivo. Il fondo dell'opera in origine era argentato per poi essere trattato a foglia d'oro.
- Incoronazione della Vergine, tempera su tavola datata 1476 e 1481, opera di Neri di Bicci proveniente dalla pieve di San Giovanni in Sugana. In questa tavola è raffigurato Cristo che incorona la Vergine. La scena è inserita all'interno di un baldacchino grazie al quale l'autore mostra la sua conoscenza della prospettiva rinascimentale. Ai lati del trono vi sono due angeli e vari santi: sulla sinistra Sant'Agostino, San Paolo e San Giovanni battista; sulla destra San Pietro, San Rocco e la Maddalena e ognuno di loro ha vesti sgargianti e i propri attributi iconografici. Nel retro della tavola è disegnato a carbonico lo stemma della famiglia Giandonati, la data 1476 e in basso una scritta: Puer qui natus est plusquam ppta (propheta) est. Un'altra scritta si trova sulla traversa inferiore: Hoc.... (opus?) fecit fieri Giraldus Altoviti de Giandonatis anno dni (Domini) MCCCCLXXXI; ancora più in basso un'altra scritta: Mementote mei oibus (omnibus) beatis. Grazie a queste scritte sappiamo che il dipinto venne commissionato Giraldo dei Giandonati eletto priore della Signoria il 1º maggio 1477 e inoltre al tempo del Carocci (1892) era collocato al primo altare di destra e da lui venne attribuito a Neri di Bicci. La stessa attribuzione venne confermata da Bernard Berenson e da tutti critici successivi. Si tratta di un'opera della tarda maturità di Neri di Bicci.
- Sant'Antonio abate, San Sebastiano e San Rocco con due Angeli, tempera su tavola del 1510-1515, opera del Maestro di Tavarnelle proveniente dall'oratorio delle Pieve vecchia di Sugana. Nella tavola sono raffigurati tre santi protettori contro la peste e probabilmente si tratta di un ex voto visto che nel Cinquecento vi furono numerose epidemie di peste in Toscana. In questa opera molto interessante è il paesaggio riprodotto sullo fondo che rappresenta l'abitato di Cerbaia visto dall'oratorio della Pieve vecchia e dove si può notare l'antico e oggi distrutto spedale di santa Caterina d'Alessandria ornato da un affresco di Lorenzo di Bicci citato anche da Giorgio Vasari. Il dipinto in origine era collocato al primo altare di destra dell'oratorio e da qui venne trasferito nel 1906 nella pieve di San Giovanni in Sugana. La vicenda attributiva è stata complessa: in un antico inventario parrocchiale l'opera viene attribuita a Raffaellino del Garbo, ma il Carocci lo declassa ad un modesto artefice fiorentino; l'attribuzione al Maestro di Tavarnelle si deve nel 1976 a Everett Fahy. Questo dipinto si può identificare con la notevole pala d'altare vista da Federico Zeri dopo l'alluvione del 1966 nei corridoi degli Uffizi, pala d'altare che proveniva da una chiesa del contado fiorentino e che raffigurava sant'Antonio abate.
- Sant'Jacopo e la committente, tempera su pelle argentata e meccata della prima metà del XVI secolo, opera di scuola fiorentina proveniente dalla chiesa di San Jacopo a Mucciana. In origine questa opera aveva la funzione di sportellino di un tabernacolo. La raffigurazione di San Jacopo, patrono della chiesa di provenienza, presenta gli attributi iconografici caratterizzanti la sua figura: il bastone ed il libro; alla sua sinistra si trova raffigurata la committente in ginocchio e a mani giunte. Il fondo dell'opera è a foglia d'oro con motivi a stuoia. Opera interessante per la rarità del soggetto (Sant'Jacopo) quando, in genere, in questo tipo di opere veniva raffigurato il Cristo.
- Vergine in trono col Bambino tra i Santi Pietro e Paolo, tempera su tavola del secondo decennio del XVI secolo, attribuita al Maestro del Compianto di Scandicci proveniente dalla chiesa di San Pier di Sopra. Al centro della scena, racchiusa in una nicchia rinascimentale, si trova la Vergine seduta sul trono col Bambino con ai lati San Pietro, patrono della chiesa di provenienza e San Paolo, entrambi raffigurati con i loro caratteristici attributi iconografici. Sulla sfondo di nota un paesaggio appena sbozzato. Il dipinto è stato parzialmente compromesso in occasione di restauri ottocenteschi. Nel 1864 venne invetriata come copia settecentesca della Madonna del Baldacchino di Raffaello, ma il Carocci l'accostò all'opera di Francesco Granacci. Nel 1974 venne attribuita alla scuola del Granacci. Nel 1991 è stata inclusa tra le opere del cosiddetto Maestro del Compianto di Scandicci, artista attivo a Firenze nei primi decenni del XVI secolo e autore della copia della Pietà del Perugino conservata nella chiesa di San Bartolo in Tuto.
- Vergine Assunta tra San Gregorio Magno e sant'Antonio Abate, olio su tavola della fine del XVI secolo, opera di Antonio del Niccolino proveniente dalla chiesa di Santa Maria a Bibbione. Nella tavola centinata sono rappresentati: in alto la Vergine Assunta sollevata da alcuni angiolini tra i Santi Gregorio Magno (in veste pontificia) e Antonio Abate (con i suoi attributi iconografici) in ammirazione dell'evento mentre alle loro spalle è rappresentato un sarcofago coperto di fiori. In basso, sopra il sasso centrale vi è la firma dell'artista: AN.° DEL NIC.no FA., da leggere come Antonio del Niccolino faciebat. Questa opera è una smaccata riproduzione, anche se in posizione invertita, della Vergine assunta riprodotta nella Allegoria della Immacolata Concezione opera di Giorgio Vasari ed eseguita per Bindo Altoviti.
- Miracolo di San Nicola di Bari, olio su tela del nono decennio del XVII secolo, opera di Pier Dandini proveniente dalla chiesa di Santa Maria a Casavecchia. Il dipinto raffigura il miracolo di San Nicola di Bari che resuscita un bambino tenuto in braccio dalla madre e circondato da una moltitudine di persone. Il dipinto è caratterizzato da toni di colore acceso specialmente nelle gamme di rosa e dei rossi. Il dipinto è stato attribuito senza indugi a Pier Dandini vista la sua presenza nella chiesa di Casavecchia di patronato della famiglia Orlandini, proprietari della vicina Villa Poggio Torselli e grandi estimatori del Dandini.
- Martirio di Santa Lucia, olio su tela della fine del XVII secolo, opera attribuita a Giovanni Camillo Ciabilli proveniente dalla chiesa di Santa Maria del Gesù. Il dipinti raffigura il momento cruciale del martirio di Santa Lucia: sulla destra la figura della santa ritratta mentre aspetta il colpo mortale mentre il carnefice si appresta a colpirla con brutalità. Opera caratterizzata dalla buona qualità pittorica e dalle vibranti gamme cromatiche. Il dipinto presenta forti assonanze con il Martirio di una Santa di Simone Pignoni conservato in una collezione privata di Reggio Emilia; nel dipinto sancascianese i personaggi sono a figura intera, ma in posizione invertita rispetto all'opera reggiana. Per l'autore di quest'opera si è fatto il nome di qualche allievo del Pignoni, specialmente Giovan Battista Perini, autore di dipinti per alcune famiglie nobili fiorentine quali i Gianfigliazzi, famiglia fortemente legata con San Casciano. L'attribuzione a Giovan Camillo Ciabilli, altro allievo di Simone Pignoni è di Giuseppe Cantelli.

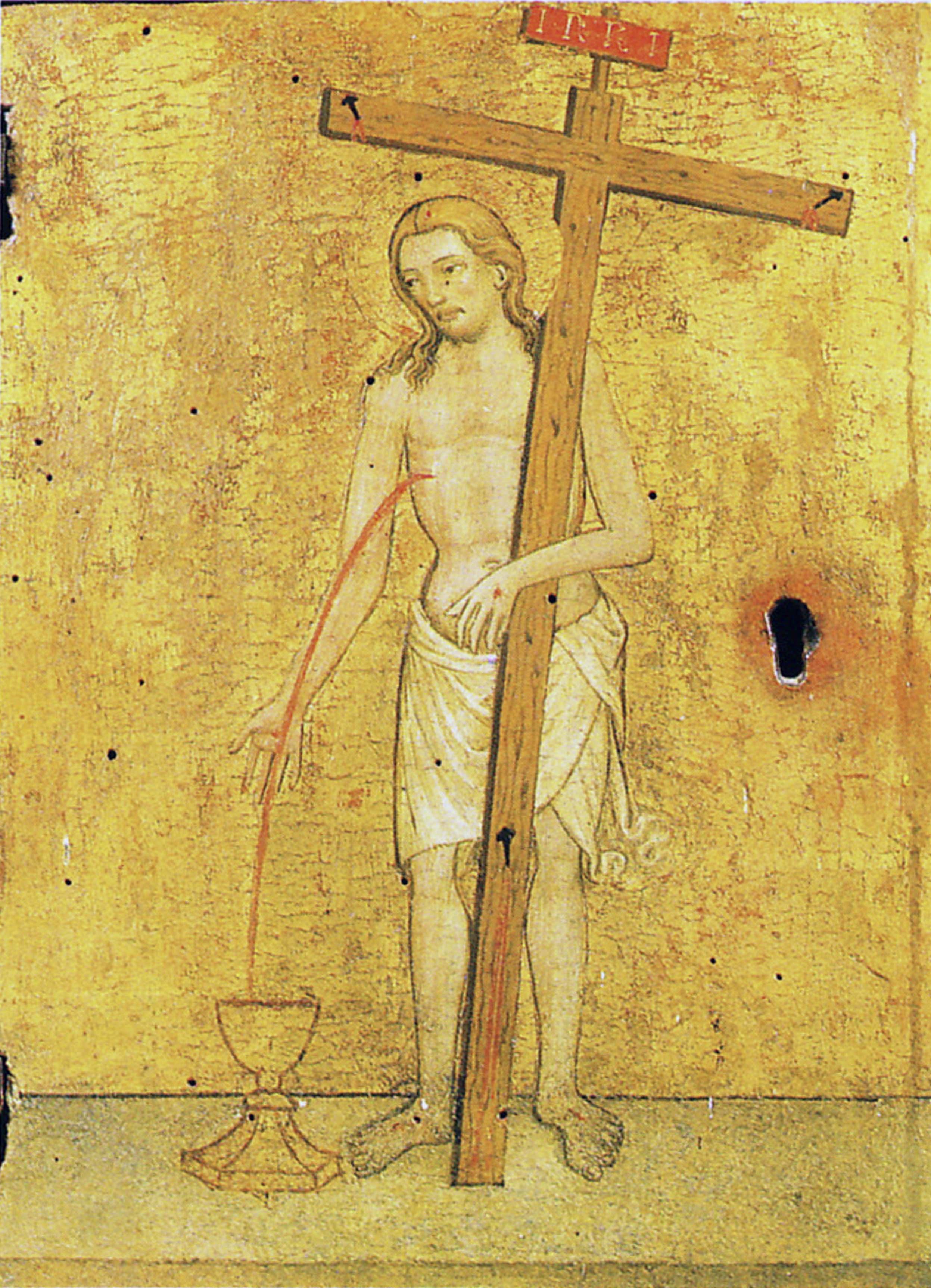
Lippo d'Andrea, Effusio sanguinis
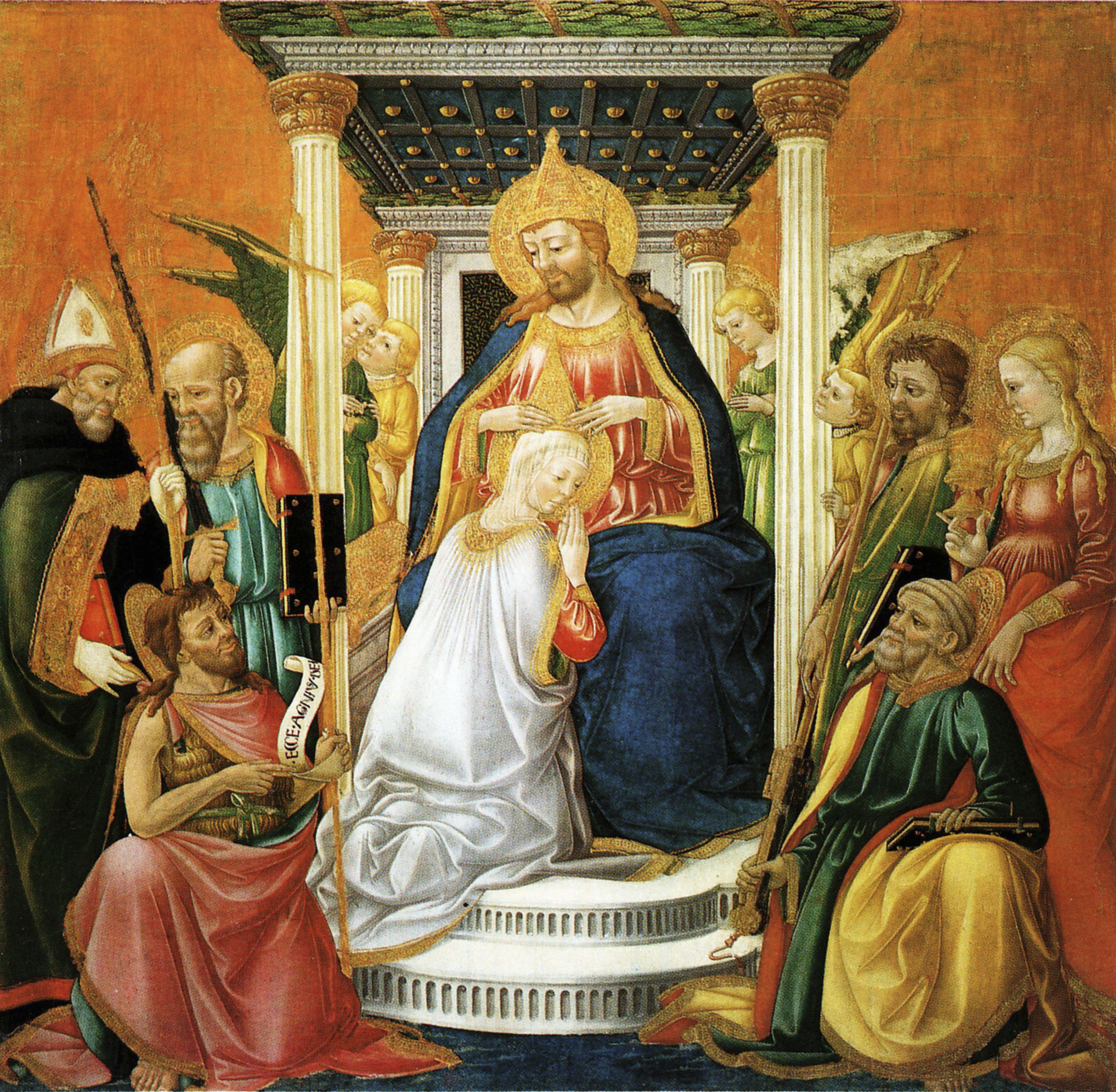
Neri di Bicci, Incoronazione della Vergine
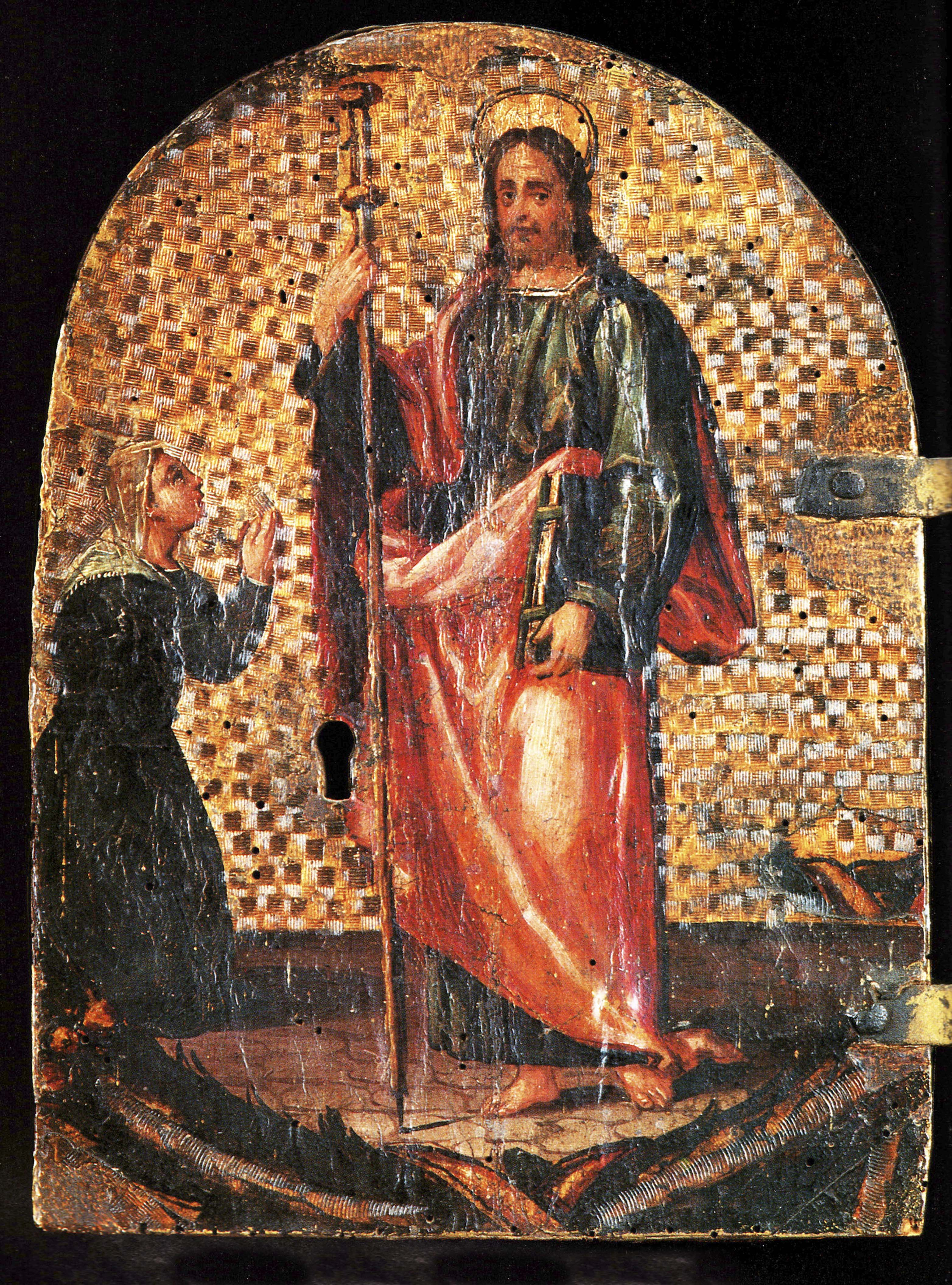
Sant'Jacopo e la committente
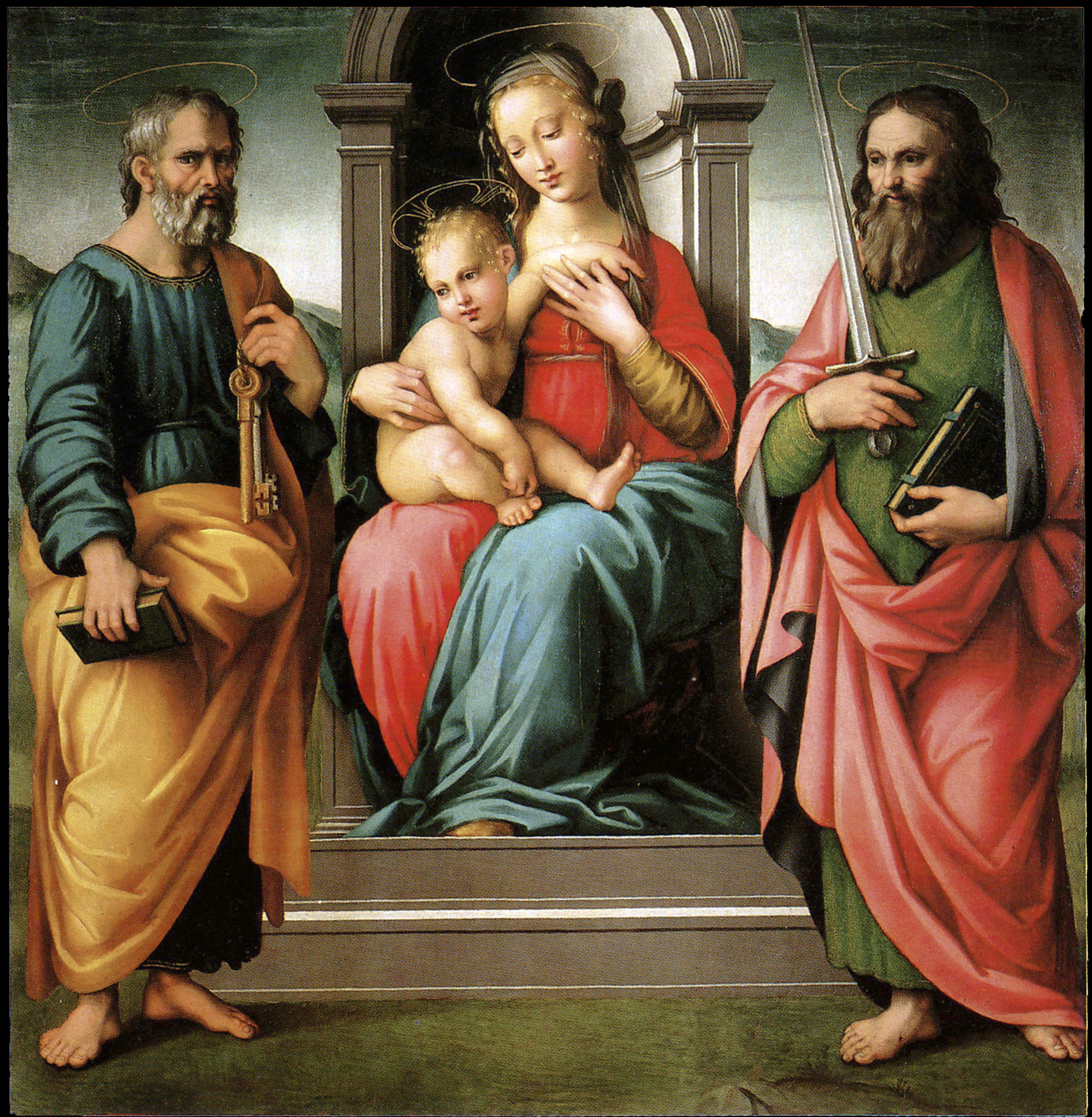
Maestro del Compianto di Scandicci (attr.), Vergine in trono col Bambino tra i Santi Pietro e Paolo
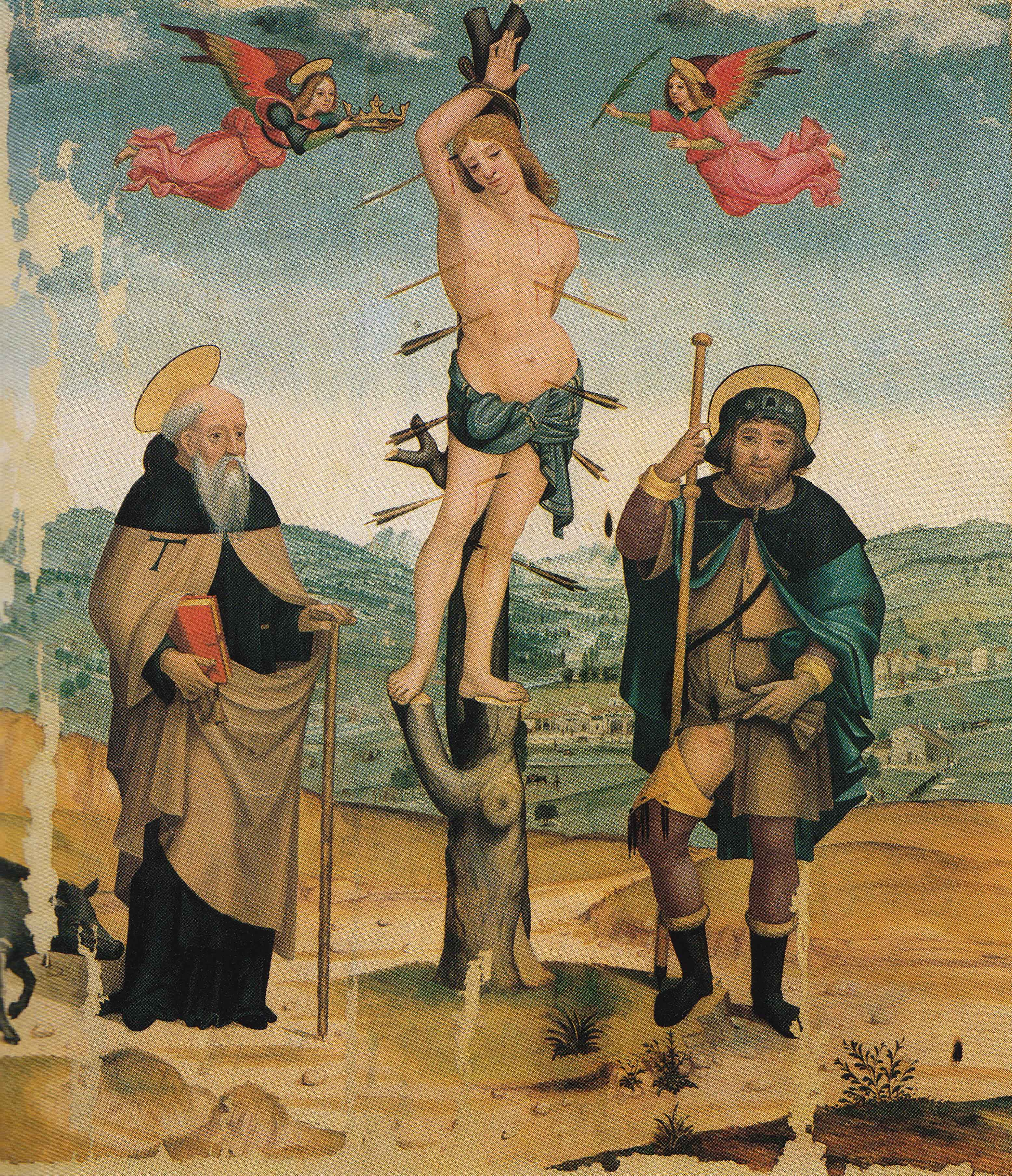
Maestro di Tavarnelle, Sant'Antonio abate, san Sebastiano e san Rocco con due angeli
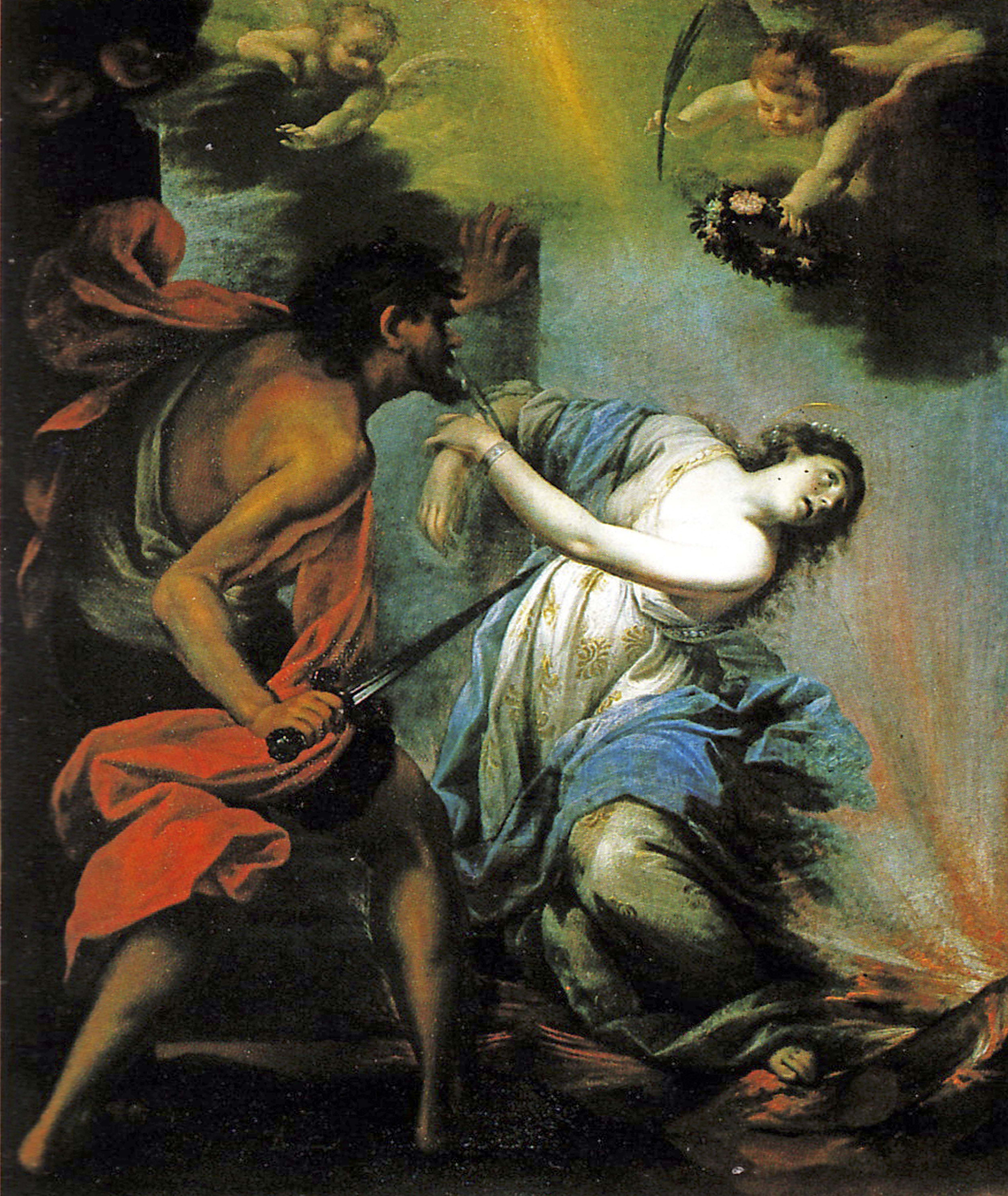
Giovan Camillo Ciabilli (attr.), Martirio di Santa Lucia

#### Opere di scultura

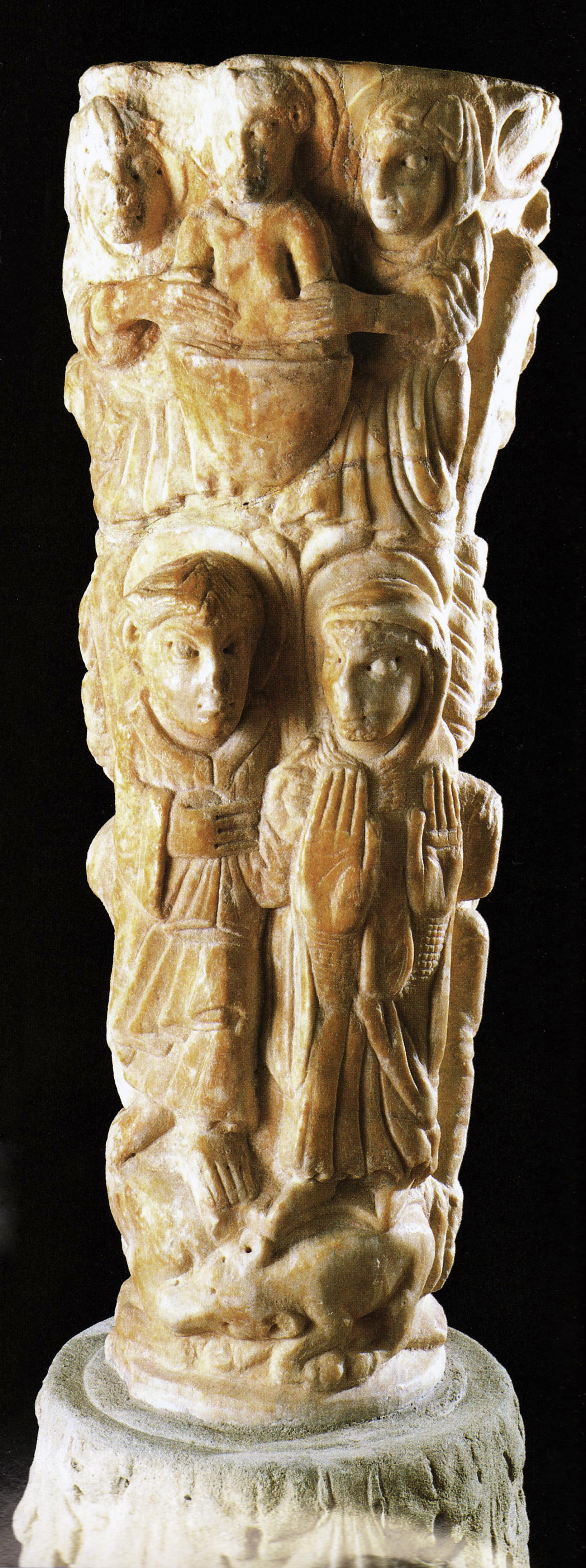
Maestro di Cabestany, Fusto

- Fusto, alabastro calcareo, seconda metà del XII secolo, attribuito al Maestro di Cabestany. Nulla sappiamo sulla collocazione e sulla funzione originaria di questo fusto. Nelle più antiche guide locali questa opera è ricordata come collocata nell'oratorio della Pieve vecchia da cui venne trasferita, per motivi di sicurezza, nella pieve di San Giovanni in Sugana nel 1906. L'oratorio della Pieve vecchia risulta citato in documenti del 1104 e del 1194, ma per analogie stilistiche con un capitello dell'Abbazia di Sant'Antimo, scolpito tra l'altro nello stesso materiale: alabastro calcareo, si è ipotizzata una sua provenienza da questo luogo. L'opera è stata attribuita inizialmente ad un non meglio identificato discepolo del Biduino per poi essere attribuito al Maestro di Cabestany autore dei capitelli di quell'abbazia e specialmente del capitello raffigurante Daniele nella fossa dei leoni. Probabilmente doveva trattarsi di una colonna di sostegno ad un fonte battesimale per i soggetti della Natività (Annunciazione, Annuncio ai pastori, Natività, Bagno del Bambino) che vi sono raffigurati, ma secondo altre ipotesi poteva avwere la funzione di elemento di un altare o di un candelabro per il cero pasquale. In seguito è stata trasformata in acquasantiera. Notevole l'episodio del Bagno del Bambino (o della Vergine Bambina, seguendo i Vangeli apocrifi), simbolo della purificazione e collocato con grande risalto sull'episodio dell'Annunciazione, simbolo della redenzione. Nell'episodio dell'Annuncio ai pastori l'angelo è lo stesso dell'Annunciazione e risveglia i pastori, ridestandoli a nuova vita, tirandogli la barba.
- Assunzione della Vergine, terracotta invetriata del XVI secolo, opera attribuita a Santi Buglioni proveniente dalla chiesa di Santa Maria a Casavecchia. Si tratta di una enorme ancona collocata all'interno del museo dal 2008. Originariamente era posta all'altare maggiore della chiesa di provenienza. In questa opera monumentale la Vergine assunta si trova inserita in una mandorla sostenuta da sei angeli volanti e da due cherubini posti uno in alto e l'altro in basso. La Madonna è raffigurata in preghiera e ai suoi piedi si trova un ciborio in rilievo con fiori e angeli oranti. L'ancona è fasciata da una cornice fatta con un festone di fiori e frutta. La base è composta da cinque formelle nelle quali sono riprodotte, da sinistra a destra, le seguenti scene: stemma dei Da Casavecchia; Battesimo di Cristo; Deposizione dalla Croce; Sepoltura di Cristo; Stemma dei Da Casavecchia (uguale al precedente). L'opera è stata per lungo tempo attribuita ad Andrea della Robbia.
- Crocifisso, legno scolpito del secondo quarto del XIV secolo, opera di scultura senese proveniente dalla chiesa di San Pier di Sotto. Negli inventari ottocenteschi, il crocifisso è attribuito ad un ignoto scultore fiorentino della metà del Trecento ed è ricordato come tinto di color rosso; le guide dello stesso periodo lo descrivono come guasto dalle replicate coloriture, ma oggi appare con il legno in vista a causa di una infelice ripulitura. Nel 1970 è stato incluso tra le opere di scuola senese e per le affinità stilistiche con il Crocifisso di Lorenzo Maitani del duomo di Orvieto può essere considerato come opera della scuola del Maitani.

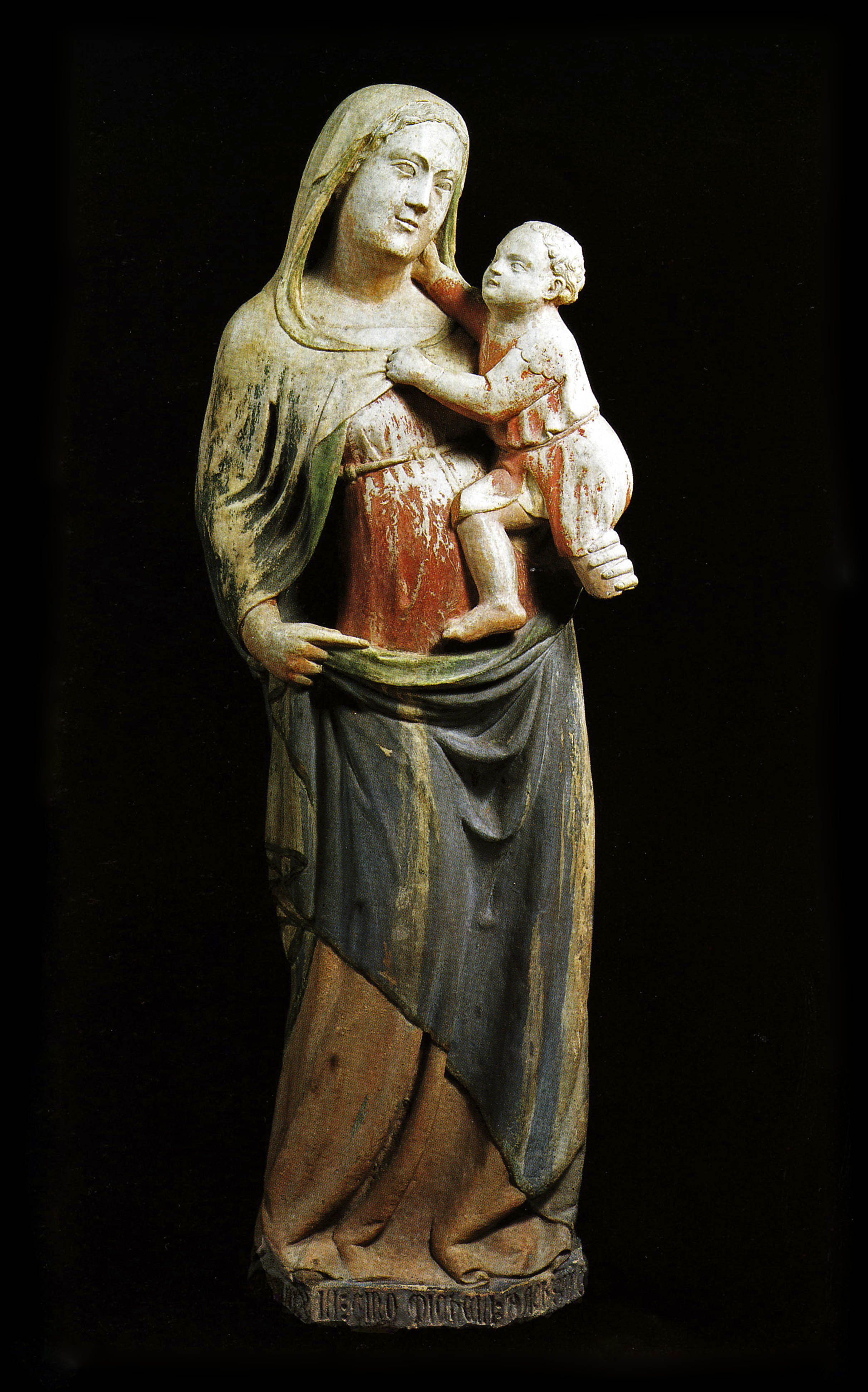
Gino Micheli, Madonna col Bambino

- Madonna col Bambino, marmo policromo datato 1341, opera attribuita a Gino Micheli proveniente dalla chiesa di San Lorenzo a Castelbonsi. Si tratta di una statua in marmo rappresentante la Vergine Maria in piedi che tiene tra le braccia il Bambino Gesù, secondo i canini iconografici trecenteschi. L'opera è policroma: il manto è azzurro (colore originale), la veste è rossa con il risvolto in verde colori in parte originali e in parte ridipinti. Sulla base vi è l'iscrizione: MCCCXLI: GINO MICHELI: DA CH[A]STELLO. Il nome Gino Micheli è sconosciuto e potrebbe trattarsi sia dell'artista sia del committente, ma si è preferito considerarlo come l'artista. A questo autore, allievo di Tino da Camaino, sono state attribuite varie opere tra cui alcune formelle del campanile di Giotto.
- Acquasantiera, marmo del XV secolo, opera di manifattura toscana proveniente dalla chiesa di San Niccolò a Pisignano. Questa acquasantiera è un tipico manufatto di epoca quattrocentesca caratterizzato da un fusto decorato con lo stemma della famiglia Sassetti, proprietari di diversi terreni nella zona di Pisignano e concluso da un capitello ionico finemente lavorato. Sopra si trova la vasca decorata con una semplice baccellatura mentre la base è in pietra scolpita, ma di epoca successiva.
- Testa di giovinetto, terracotta policroma dei primi decenni del XVI secolo, opera di scuola robbiana proveniente dalla pieve di San Giovanni in Sugana. Si tratta di un frammento di scultura in terracotta dipinta raffigurante un giovane dai capelli lunghi e dall'espressione vivace. L'opera mostra i segni di evidenti sbrecciature e di consunzione cromatica. Questa opera viene descritta già nella guida di Guido Carocci del 1892 quando viene inserita tra le cose singolari della chiesa: narra infatti il Carocci che questa testa, inserita all'interno di una nicchia circolare in pietra, si trovava nella stanza dove il pievano custodiva il denaro della chiesa e aveva il compito di spaventare ladri. Si è ipotizzato che in origine la testa facesse parte di una scultura andata distrutta; infatti nella pieve di provenienza ci sono dei gruppi scultorei in terracotta cinquecenteschi e diverse pale in terracotta invetriata opera dei Buglioni.

#### Arredi liturgici
Si conservano suppellettili sacre (turibolo a tempietto, croci astili (XIV - XV secolo) e calici, pissidi, turiboli, navicelle, reliquiari e candelieri (XVI - XIX secolo).
Le vetrine espongono paramenti sacri, piviali, pianete, tonacelle e paliotti d'altare; in particolare, due pianete di manifattura fiorentina (XV e XVI secolo).

### Sezione archeologica

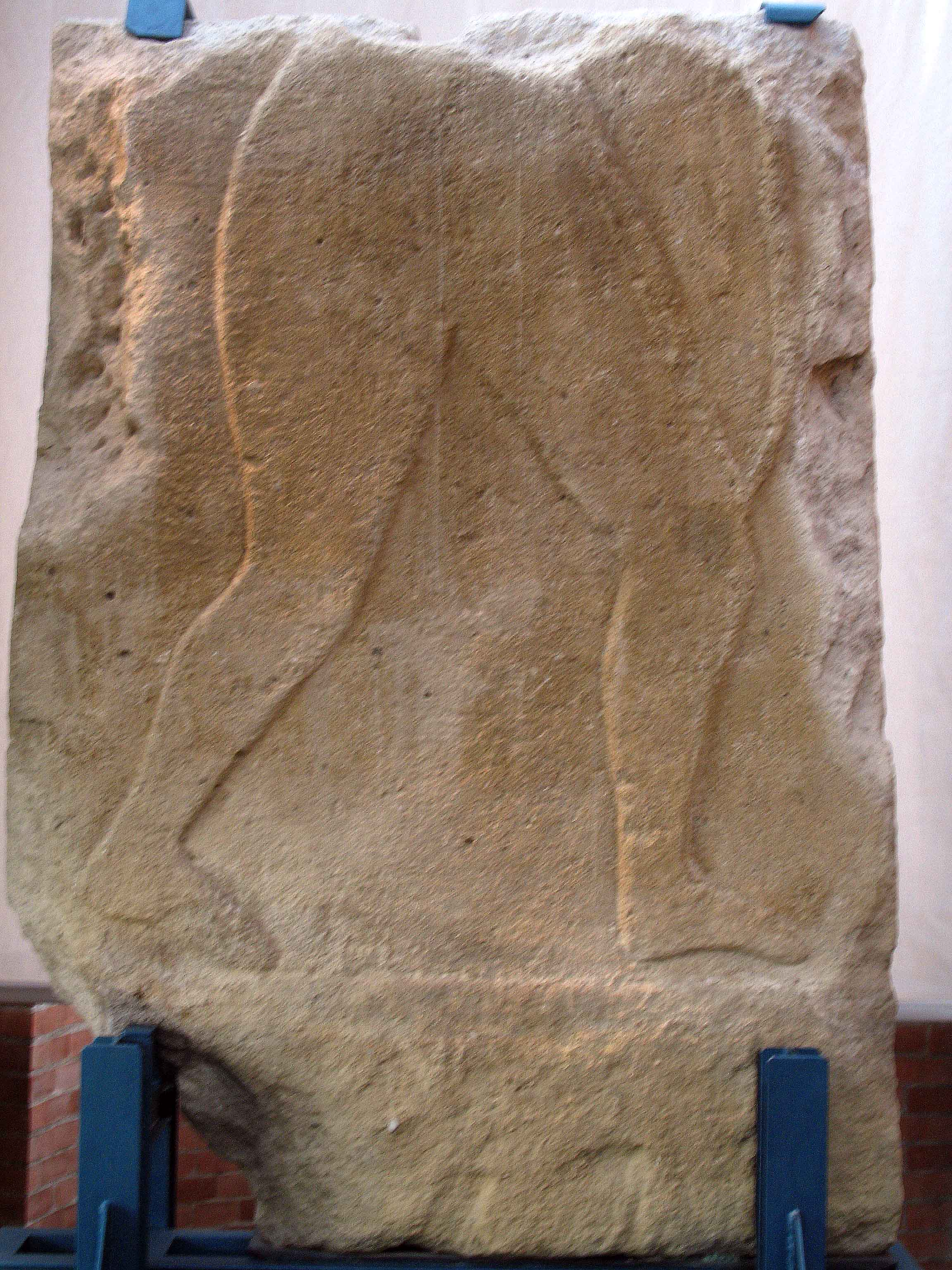
Stele dell'Arciere

La sezione dedicata all'archeologia si trova al piano superiore del museo ed ospita una collezione che permette di ammirare i più importanti ritrovamenti archeologici del territorio sancascianese prima ospitati nei magazzini del Museo archeologico di Firenze.
All'epoca etrusca, precisamente al VII secolo a.C., risale il pezzo più pregiato della collezione, ovvero la Stele dell'Arciere, proveniente dalla Tomba dell'Arciere a Sant'Angelo a Bibbione.
Sono inoltre presenti materiali prestigiosi quali gli oggetti in osso e in avorio provenienti da una tomba etrusca rinvenuta e poi ricoperta in località Calzaiolo.
All'epoca romana appartengono gli oggetti di uso quotidiano e domestico, quali oggetti metallici e ceramici o pezzi più lussuosi quali marmi decorati e bronzi.

### Sezione delle abitazioni primitive
La sezione dedicata alle abilitazioni primitive nasce grazie alla concessione in comodato di uso gratuito del materiale proveniente dall'Archivio Tipologie Edilizie del dipartimento di Progettazione dell'Architettura dell'Università di Firenze.
La sezione inizia dalla tipica casa colonica toscana per arrivare alle diverse tipologie di abitazioni primitive di varie culture in vari luoghi della terra. Le varie abitazioni sono rappresentate attraverso modellini, fotografie d'epoca e pannelli esplicativi